# ساگینو (آرکانزاس)
ساگینو (به انگلیسی: Saginaw) یک منطقهٔ مسکونی در ایالات متحده آمریکا است که در هات اسپرینگ، آرکانزاس واقع شده‌است. ساگینو ۹۸٫۱۵ متر بالاتر از سطح دریا واقع شده‌است.